# پچنکینو
پچنکینو (انگلیسی: Pechenkino) یک شهرک در شهرستان بیرسکی باشقیرستان کشور روسیه است.